# The Passage
The Passage est un groupe de post-punk britannique, originaire de Manchester, en Angleterre. Le groupe est éphémère et ne dure que cinq années, entre 1978 et 1983. Il compte au total quatre albums studio : Pindrop (1980), For All and None (1981), Degenerates (1982), et Enflame (1983).

## Biographie
The Passage est formé en mars 1978 par Richard « Dick » Whitts, ancien percussionniste dans le Halle Orchestra de Manchester. La formation, à l'exception de Witts, inclus Tony Friel et Lorraine Hilton. Frill et Witt ont d'abord considéré le groupe comme un projet indépendant, Friel étant toujours bassiste actif de The Fall, et Whitts ayant servi à la Merseyside Arts Association, travaillant à la télévision sur le programme What's On (Granada TV).
Après plusieurs concerts à Manchester (notamment avec Joy Division et l'ingénieur électronique Simon Emmerson), The Passage enregistre un premier EP/single, New Love Songs, sorti en décembre 1978 sur Object Music (OM 02), l'un des premiers labels indépendants de Manchester, lancé par Steve Solamar, membre de Spherical Objects. Le morceau titre attire immédiatement l'attention avec un texte étonnamment franc (I love you/cos I need a cunt/I love you/to use you back and front ; littéralement : « Je t'aime/j'ai besoin d'une pigeonne/Je t'aime/je t'utiliserai comme je l'entend ») et suscite le mécontentement des organisations féministes. Malgré l'événement, le single se vend à 3 000 exemplaires. En janvier 1979, la première mention du groupe apparaît dans le New Musical Express, dans un article de Paul Morley sur les trois nouveaux groupes de Manchester de l'époque : Spherical Objects, Joy Division et The Passage.
Le deuxième EP du groupe, About Time, sorti chez Objet Music, est enregistré par le producteur David Cunningham, de Flying Lizards, et sorti en octobre 1979. Après un concert à Londres avec Cabaret Voltaire à la fin 1979, Tony Friel quitte le groupe et forme le sien, appelé Contact. En juillet 1980, le groupe enregistre son premier album, Pindrop, au Graveyard Studio avec l'ingénieur-son Stuart Pickering.  En 1982 sort leur deuxième album, For All and None, puis un troisième album, Degenerates, qui atteint la 9e place de l'UK Albums Chart.
Le groupe se sépare en 1983. Un possible retour pouvait s'effectuer en 1985, mais The Passage finit par imploser définitivement.

## Discographie

### Albums studio
- 1980 : Pindrop (Object Music)
- 1981 : For All and None (Night and Day)
- 1982 : Degenerates (Cherry Red)
- 1983 : Enflame (Cherry Red)

### Singles et EP
- 1978 : New Love Songs (Object Music)
- 1979 : About Time (Object Music)
- 1981 : Devils and Angels (Night and Day)
- 1981 : Troops Out (Night and Day)
- 1981 : Taboos (Cherry Red)
- 1982 : XOYO (Cherry Red
- 1982 : Wave (Cherry Red)
- 1983 : Sharp Tongue (Cherry Red)

### Compilations
- 1983 : Through the Passage (Cherry Red)
- 1997 : Seedy (Cherry Red - réédition)
- 2003 : BBC Sessions - réédition)